# Висока Яруга
Висо́ка Яру́га —  село в Україні, у Дергачівській міській громаді Харківського району Харківської області. Населення становить 2 особи. До 2020 орган місцевого самоврядування — Проходівська сільська рада.

## Географія
Село Висока Яруга знаходиться біля витоків річки Трав'янка, яка через 4,5 км впадає в Трав'янське водосховище (річка Харків), на відстані 1 км розташоване село Алісівка, на відстані 2 км проходить автомобільна дорога М27, до кордону з Росією - 3 км.

## Історія
12 червня 2020 року, розпорядженням Кабінету Міністрів України № 725-р «Про визначення адміністративних центрів та затвердження територій територіальних громад Харківської області», увійшло до складу Дергачівської міської громади.
19 липня 2020 року, в результаті адміністративно-територіальної реформи та ліквідації Дергачівського району, село увійшло до складу Харківського району.